# Syngonanthus surinamensis
Syngonanthus surinamensis är en gräsväxtart som beskrevs av Harold Norman Moldenke. Syngonanthus surinamensis ingår i släktet Syngonanthus och familjen Eriocaulaceae. Inga underarter finns listade i Catalogue of Life.